# Buckhurst Hill (Metropolitano de Londres)
Buckhurst Hill é uma estação do Metropolitano de Londres, no distrito de Epping Forest de Essex. É servida pela linha Central e fica entre Woodford e Loughton . É a maior das duas estações de metrô na cidade de Buckhurst Hill, sendo a Estação Roding Valley a menor. É a única estação do Metrô de Londres localizada na zona 5, mas não em um Borough londrino.

## História

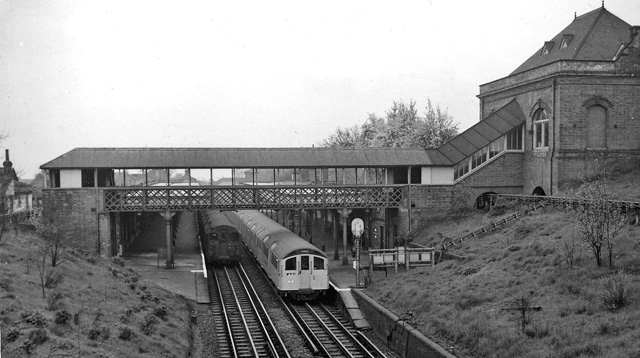
A estação em 1961

A estação foi inaugurada em 22 de agosto de 1856 como parte da filial da Eastern Counties Railway de Londres a Loughton. Originalmente tinha plataformas escalonadas, com os edifícios principais no lado inferior (trilhos saindo de Londres). A estação de 1856 sobrevive ao sul das plataformas atuais, mas a maior parte da estação atual data de 1892, quando a entrada foi transferida para a Victoria Road. O edifício é semelhante ao de Billericay. Ambos foram projetados por W. N. Ashbee, o arquiteto-chefe da Great Eastern Railway, da qual a estação fazia parte, que, a partir de 1923, se tornaria parte da London and North Eastern Railway.
A estação foi transferida para a propriedade do Metrô de Londres como parte do New Works Programme, esquema de 1935-1940 que viu a eletrificação do ramal para fazer parte da linha Central. Isso ocorreu em 21 de novembro de 1948. A estação mantém seu ambiente vitoriano tardio de forma surpreendente.
Quando a linha foi eletrificada, uma passagem subterrânea para pedestres foi construída para conectar as duas partes da Queens Road anteriormente unidas por uma passagem de nível. Ao mesmo tempo, um par de saídas/entradas ao sul da estação foi construído, dando acesso direto à Lower Queens Road e à Queens Road através da nova passagem subterrânea. Estas saídas foram encerradas em 1982, mas reabertas em maio de 2018 para dar acesso à estação a passageiros com mobilidade condicionada.
Para efeito de cobrança tarifária encontra-se na Zona 5. A partir de 2007, é a única estação na porção leste da linha Central nessa zona. Os passageiros que viajam da estação saindo em qualquer direção devem cruzar um limite de zona.

## Galeria

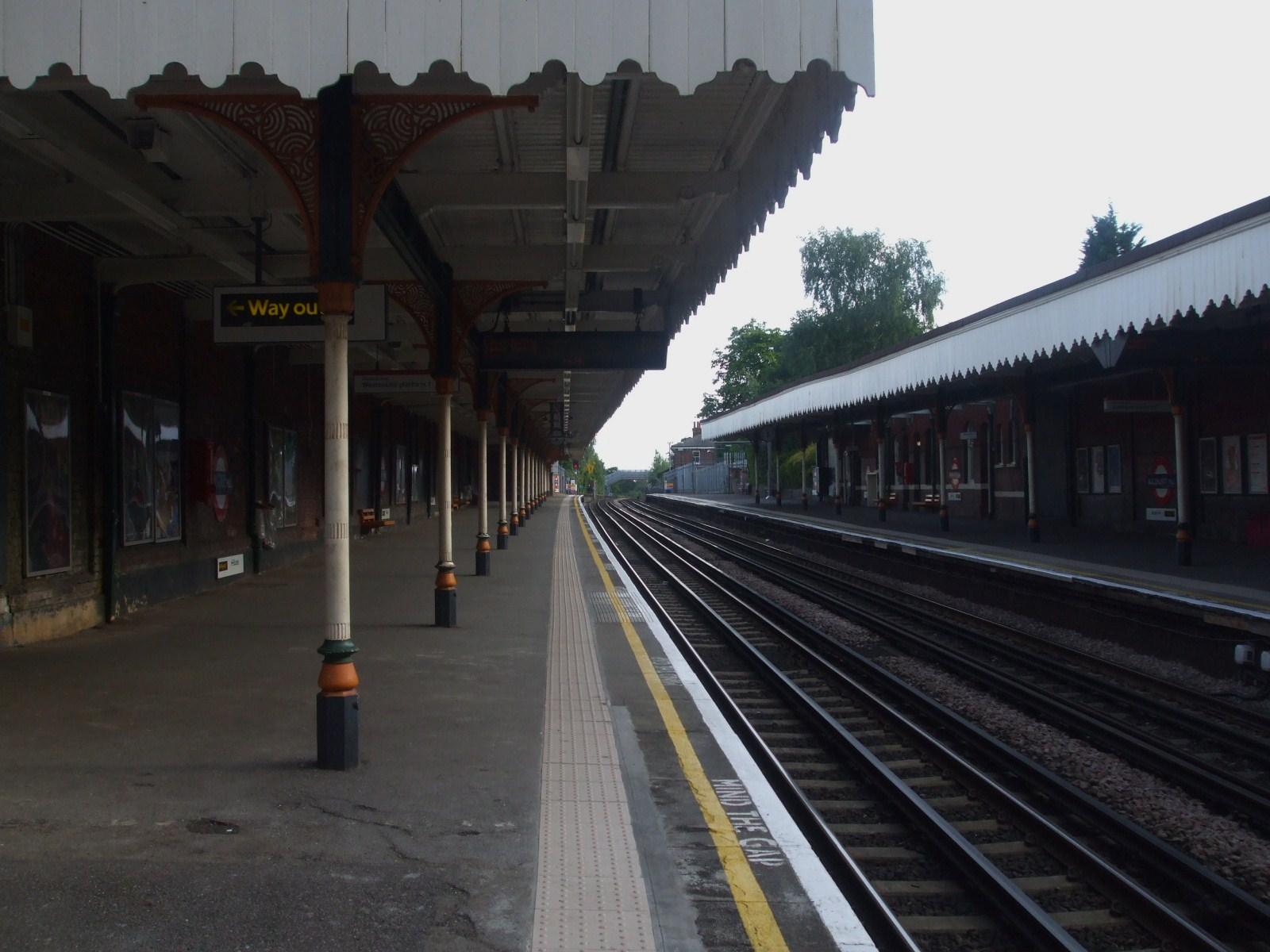
A estação hoje
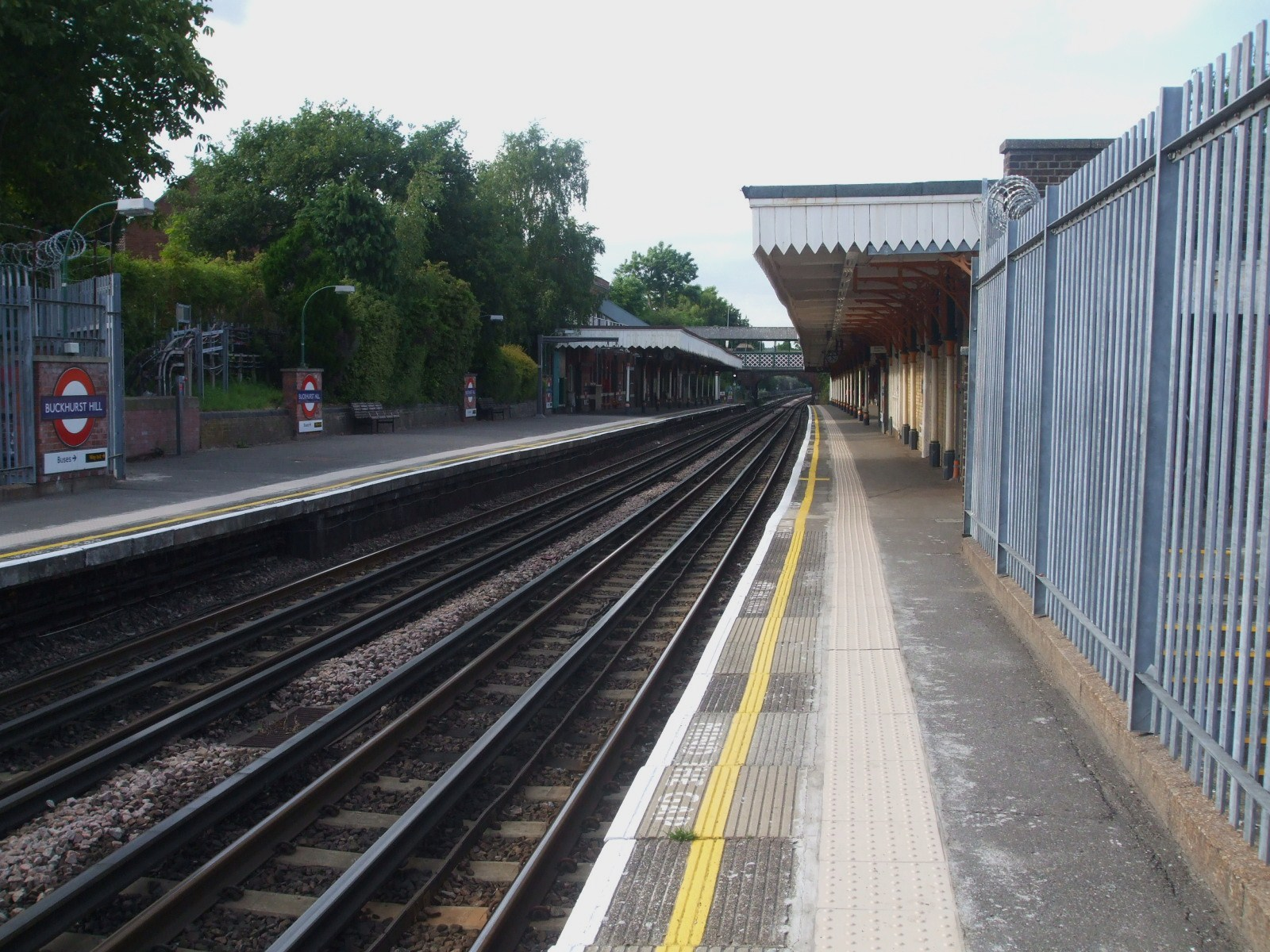
Olhando para o norte
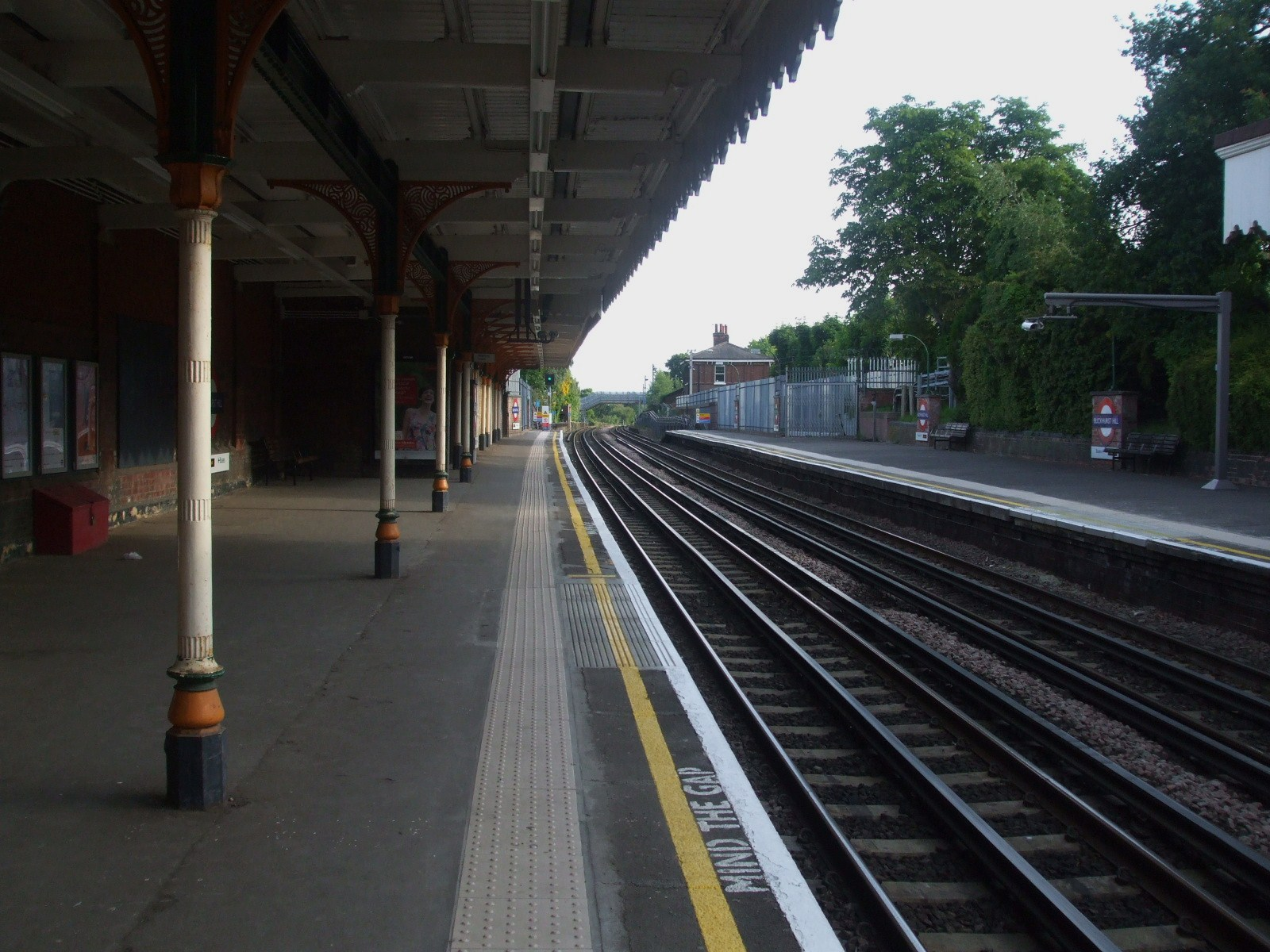
Olhando para o sul
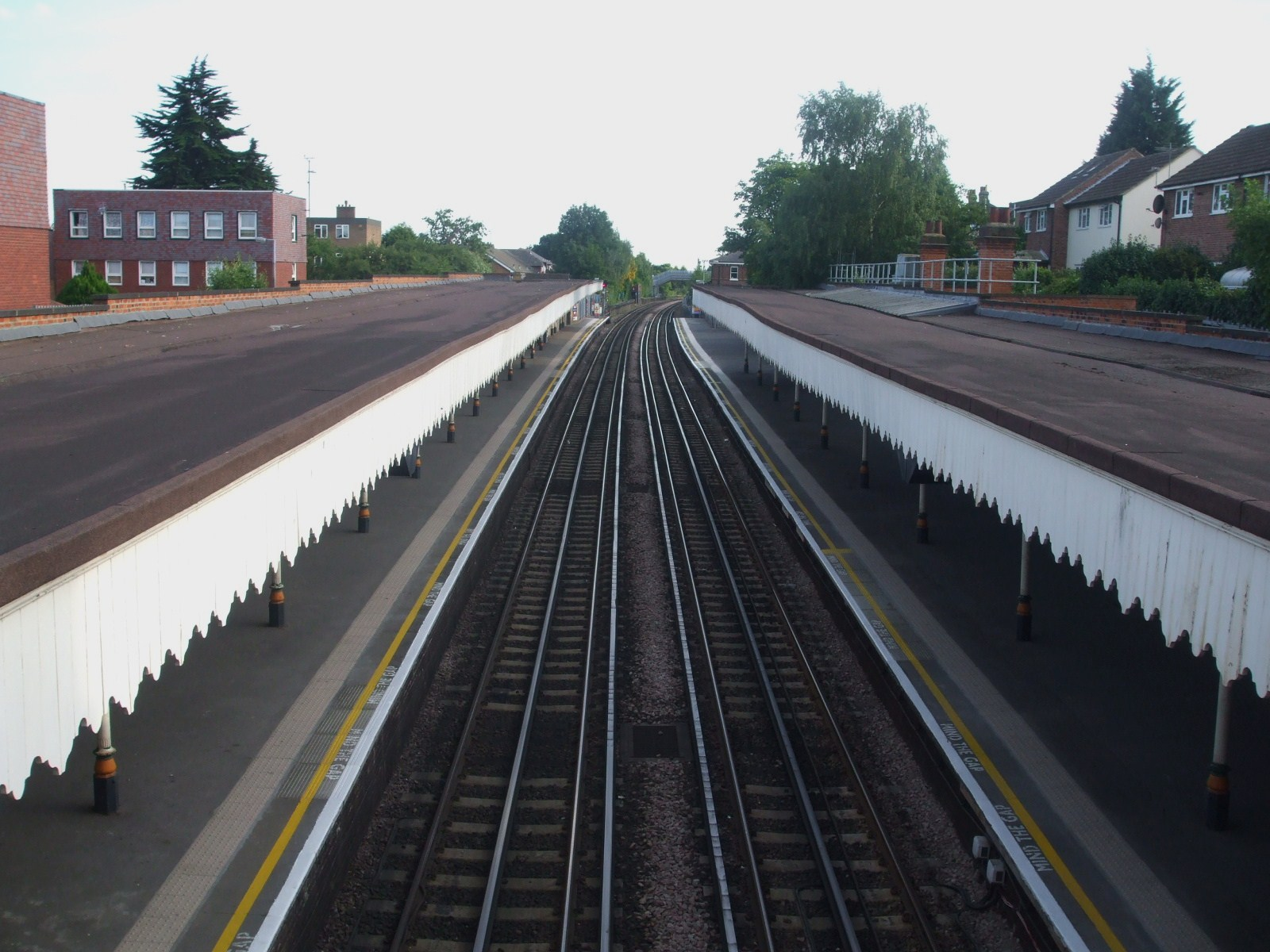
Olhando para o sul da passarela
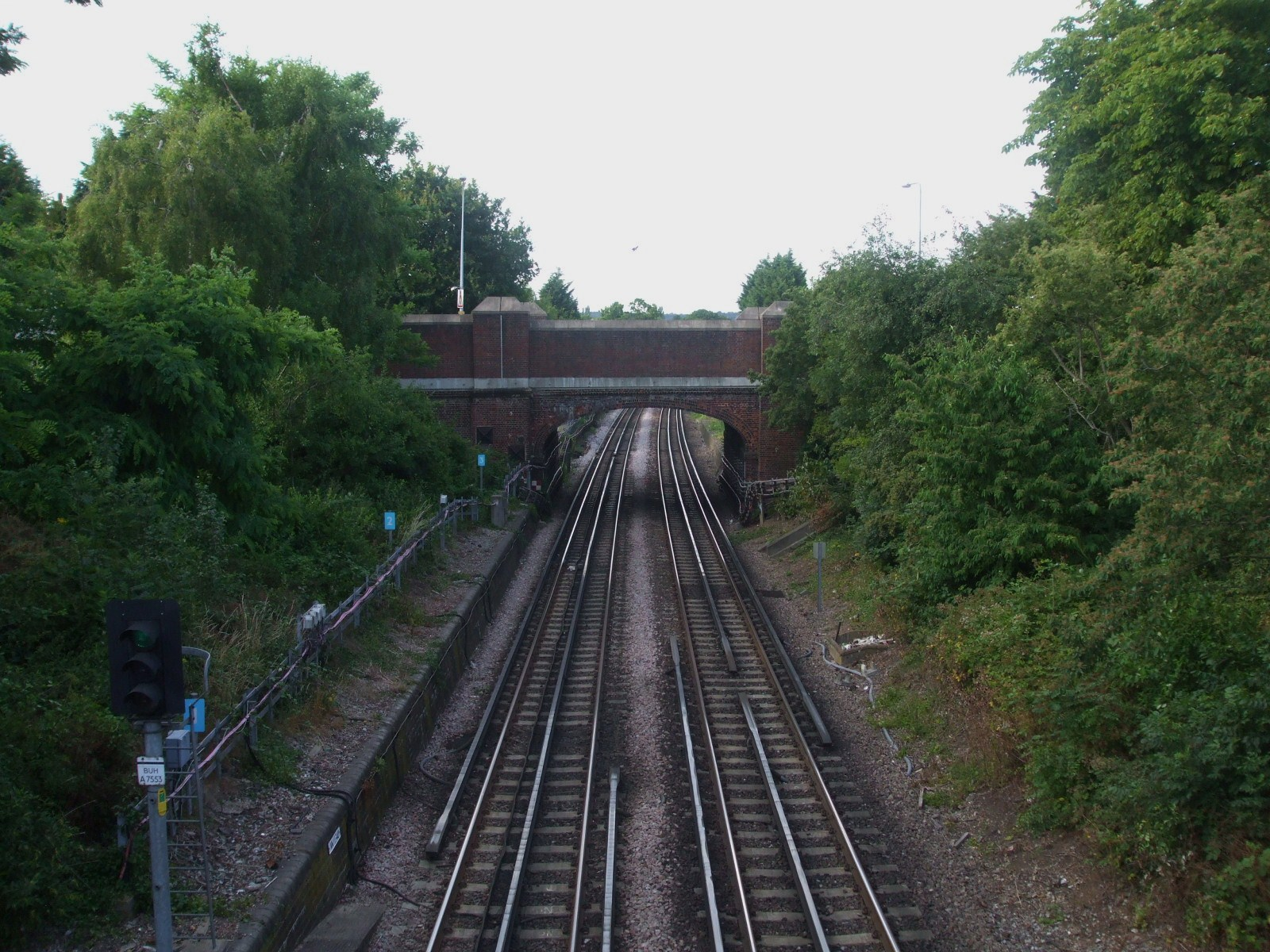
Olhando para o norte da passarela
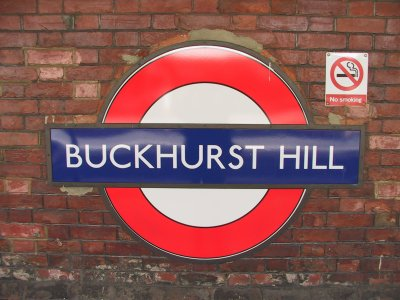
Roundel